# حادثه اومیا
حادثه اومیا (به ژاپنی: 近江屋事件) به حادثه ترور ریوما ساکاموتو، ناکائوکا شینتارو و یامادا توکیچی اشاره دارد. این حادثه در در ۱۰ نوامبر ۱۸۶۷، اواخر دوره ادو (باکوماتسو) در مسافرخانه اومیا ja:近江屋 در کیوتو اتفاق افتاد. در مورد عاملان این ترور فرضیه‌های مختلفی وجود دارد اما فرضیه در دست داشتن کیوتو میماواریگومی (پلیس مخصوص شوگون‌سالاری توکوگاوا در کیوتو) اعتبار بیشتری دارد.

## بررسی اجمالی
بنا به گزارش‌ها، ریوما ساکاموتو مشهورترین و تحسین‌شده‌ترین سامورایی ژاپن، در سال ۱۸۶۷ توسط شمشیرزنان گروهی که دقیقاً شناسایی نشد (احتمالاً شینسنگومی یا کیوتو میماواریگومی) ترور شد. ریوما در اوایل دوران حرفه‌ای خود، به عنوان یک شمشیرزن ماهر که تپانچه نیز حمل می‌کرد، تصمیم گرفت کاتسو کایشو را از شوگون‌سالاری بکشد، اما ایده‌های او برای مدرنیزاسیون را تحسین کرد و در عوض دستیار او شد. او اتحادهایی بین خاندان‌های توسا و چوشو برقرار کرد که انقلاب علیه خاندان توکوگاوا را آغاز کرد. محل این مهمانخانه تاریخی بسیار نزدیک به موزه سامورایی و نینجا است، اما خود مهمانخانه دیگر وجود ندارد و فقط یک تابلوی چوبی از آن باقی مانده است.